# Pablo Garnica y Echevarría
Pablo Garnica y Echevarría (Madrid, 28 de diciembre de 1876-Madrid, 12 de diciembre de 1959) fue un abogado y político español, ministro de Gracia y Justicia y de Abastecimientos durante el reinado de Alfonso XIII. Entre 1910 y 1913 fue director general de lo Contencioso del Estado.
Siempre vinculado a Cantabria, fue miembro del Partido Liberal y obtuvo acta de diputado por Santander en todas las elecciones celebradas entre 1901 y 1923. En 1943 pasó a ser procurador en Cortes por designación del jefe del Estado.

## Diputado
En la elección parcial celebrada el 9 de marzo de 1902 es elegido diputado por la circunscripción de Santander, distrito de Cabuérniga, obteniendo 6933 votos (todos los emitidos) sustituyendo a José de Garnica y Díaz.Repite en las elecciones de 30 de abril de 1903, obteniendo 6702 votos de los 6808 emitidos.Resulta elegido durante ocho elecciones más por esta circunscripción hasta las de 29 de marzo de 1923, abandonando su cargo el 15 de septiembre del mismo año.

## Ministro
Fue ministro de Abastecimientos entre el 9 de noviembre y el 5 de diciembre de 1918 en un gabinete presidido por Manuel García Prieto. Fue también ministro de Gracia y Justicia entre el 12 de diciembre de 1919 y el 5 de diciembre de 1920 bajo la presidencia de Manuel Allendesalazar.

## Procurador
Fue procurador en las Cortes Españolas, designado por el jefe del Estado, durante la I Legislatura, constituidas el 16 de marzo de 1943.Fue uno de los diecisiete procuradores que junto con otras diez personalidades firman el Manifiesto de los Veintisiete, promovido por el también procurador Joan Ventosa con la esperanza de una restauración monárquica en la persona de Don Juan y la reconstrucción de su viejo partido la Lliga Catalana.
| Predecesor: Juan Ventosa | Ministro de Abastecimientos 1918        | Sucesor: Baldomero Argente |
| Predecesor: Pascual Amat | Ministro de Gracia y Justicia 1919-1920 | Sucesor: Gabino Bugallal   |